# Świniary (powiat siedlecki)
Świniary – wieś w Polsce położona w województwie mazowieckim, w powiecie siedleckim, w gminie Mokobody. Ma status sołectwa.
W Świniarach urodził się Ludomir Benedyktowicz- malarz, uczestnik powstania styczniowego. We wsi działa, założona w 1932, roku jednostka ochotniczej straży pożarnej.
W latach 1975–1998 miejscowość należała administracyjnie do województwa siedleckiego.
Wierni Kościoła rzymskokatolickiego należą do parafii św. Jadwigi w Mokobodach. 